# 史帶財險
史带财产保险股份有限公司（Starr Companies）簡稱史帶財險，是美國史帶集團旗下经营保险的子公司。史帶財險在全球六大洲都有保险业务。史帶財險的歷史可以追溯到1919年的中華民國上海，當時史帶在上海成立了他的第一家保險公司。

## 外部鏈接
- 官方网站